# Kay Hagan
Janet Kay Hagan (Shelby, 26 de maio de 1953 — Greensboro, 28 de outubro de 2019) foi uma política estadunidense eleita senadora pela Carolina do Norte e afiliada ao Partido Democrata. Tomou posse do cargo no dia 3 de janeiro de 2009, substituindo a ex-senadora Elizabeth Dole.